# ویرتوس (اسطوره)

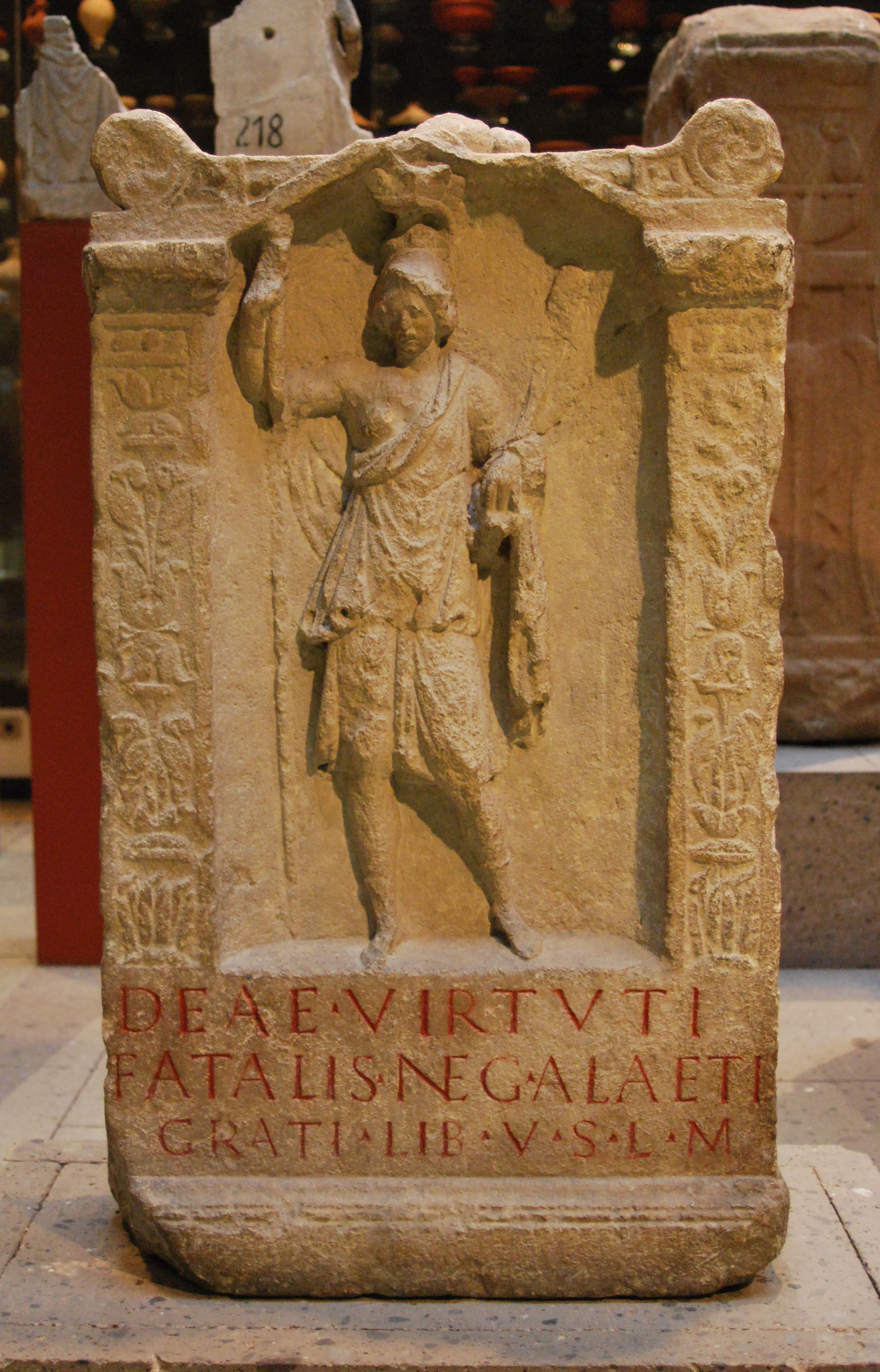
ویرتوس در محراب

ویرتوس (انگلیسی: Virtus) در اسطوره‌شناسی روم خدای شجاعت و قدرت نظامی، مظهر فضیلت رومی ویرتوس بود. خدای معادل اسطوره‌شناسی یونانی واردی (فلسفه) بود. این خدا با خدای رومی هانوس (شخصیت افتخار) شناخته می‌شد و اغلب با او تجلیل می‌شد، مانند معبد ویروس و هونوس در پورتا کاپنا در رم.